# Megophrys palpebralespinosa
Megophrys palpebralespinosa es una especie de anfibios de la familia Megophryidae.

## Distribución geográfica
Se encuentra en el sur de China, norte de Vietnam y norte de Laos.

## Estado de conservación
Se encuentra amenazada de extinción por la pérdida de su hábitat natural.